# Martin Plenio

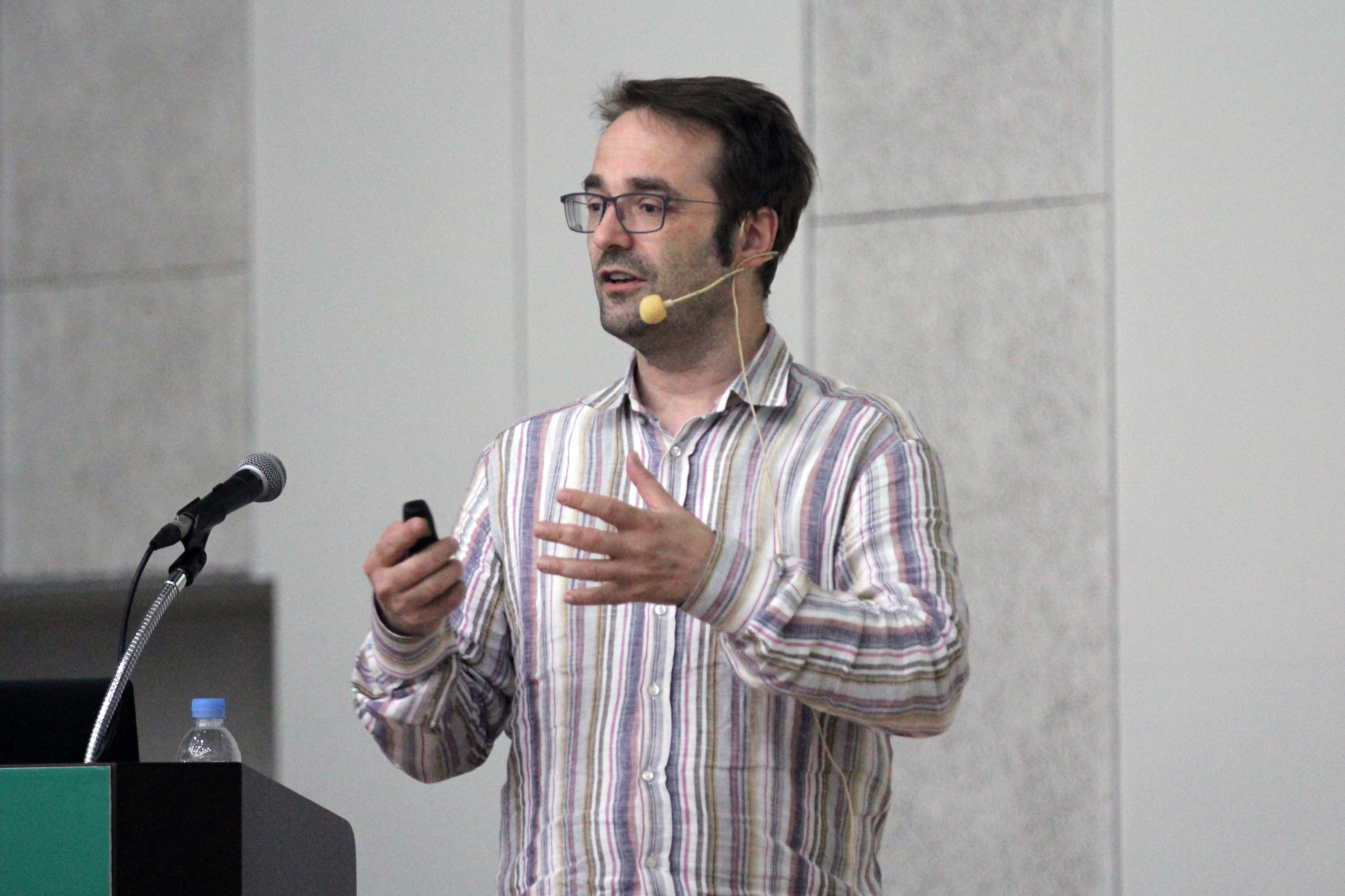
Martin Plenio 2019

Martin Bodo Plenio (* 1968 in Kassel) ist ein deutscher Theoretischer Physiker und Hochschullehrer. Er arbeitet auf den Fachgebieten Quanteninformatik und Quantenoptik.

## Leben
Plenio studierte an der Universität Göttingen, wo er 1994 in Theoretischer Physik promoviert wurde. Danach war er als Post-Doktorand mit einem Fedor-Lynen-Stipendium am Imperial College bei Peter L. Knight. 1998 wurde er dort Lecturer und 2003 Professor für Quantenphysik sowie ab 2005 Leiter des Quanteninformatik-Programms des Imperial College. 2008 erhielt er eine Alexander-von-Humboldt-Professur, die er 2009 an der Universität Ulm als Leiter des dortigen Instituts für Theoretische Physik und des geplanten Center for Quantum Engineering antrat.
Plenio umschreibt sein Forschungsfeld als kontrollierte Quantendynamik, der Manipulation, Präparation und Messung von Atomen und Photonen auf Quantenebene mit Anwendungen zum Beispiel für die Technologie von Quantencomputern. Als Theoretiker arbeitet er dabei eng mit Experimentalphysikern zusammen.
Insbesondere befasste er sich mit der Theorie der Quantenverschränkung (Quantenkorrelationen). Er war an der Entwicklung eines neuen quantitativen Zugangs zur Theorie der Verschränkung und von verschiedenen Verschränkungsmaßen beteiligt. 1999 führte er mit Daniel Jonathan Entanglement-Katalyse ein.
Mit Michael Hartmann schlug er 2007 einen möglichen Mechanismus eines Mott-Isolators für Photonen vor, in dem sich Photonen in Hohlräumen, die mit in bestimmter Weise angeregten Fremdatomen versehen sind, gegenseitig abstoßen, ähnlich wie Fermionen im selben Quantenzustand. Während im Festkörperfall die Coulombabstoßung von Elektronen für das Phänomen der Mott-Insulatoren sorgt, ist es hier die Wechselwirkung der Photonen mit den Fremdatomen in den Hohlräumen.
Plenio untersucht mögliche Quanteneffekte in biologischen Systemen wie in der Photosynthese oder bei der Magnetfeld-Navigation von Vögeln. Er geht zum Beispiel im Fall der sehr effizienten Energieübertragung bei der Photosynthese der Frage nach, inwieweit Rauschen den Quantentransport optimiert.
2005 erhielt er den Wolfson Merit Award der Royal Society und 2004 die Maxwell-Medaille des Institute of Physics, dessen Fellow er seit 2004 ist. Für 2012 erhielt er den Max-Born-Preis. 2008 hielt er die Clifford Paterson Lecture der Royal Society. 2003/04 war er Royal Society Leverhulme Trust Senior Research Fellow.
Er ist im Herausgebergremium von Proceedings of the Royal Society A, des New Journal of Physics und Physical Review A.
Er ist mit der Physikprofessorin Susana Huelga verheiratet.

## Schriften
- M.B. Plenio, P.L. Knight: The Quantum Jump Approach to Dissipative Dynamics in Quantum Optics. In: Reviews of Modern Physics, Band 70, 1998, S. 101–144, arxiv:quant-ph/9702007